# Велишский, Франтишек
Франтишек Велишский (3 апреля 1840, Чейковице (Велише) — 8 августа 1883, Прага) — австро-венгерский чешский филолог-классик, историк, археолог, педагог.
Среднее образование получил в 1851—1859 годах в гимназии в Йичине, с 1859 по 1862 год изучал древние языки в Пражском университете. В 1863 году окончил университет, получив диплом учителя истории с правом преподавания в высших гимназиях. В 1863—1864 годах совершил научную поездку в Италию, в 1864—1867 годах работал помощником учителя, а в 1867—1868 годах — учителем в гимназии в Градец-Кралове. С 1868 года до конца жизни в звании профессора преподавал в академической гимназии в Праге (в районе Старе-Место). В 1873 году совершил научное путешествие по Греции, Малой Азии и Египту, в 1878 году стажировался в Берлинском музее, Лувре и Британском музее. С 1880 года страдал быстро прогрессирующим нервным расстройством, от которого скончался спустя три года в психиатрической лечебнице. Был женат, имел троих детей.
По оценке «Научной энциклопедии Отто», Велишский был одним из крупнейших чешских филологов-классиков и археологов XIX века. Известность как учёный он первоначально получил своими переводами на чешский язык произведений Платона: диалогов «Лахес» и «Критон» (были напечатаны в 1869 году в «Библиотеке греческой классики» в Праге) и «Пира» (там же, 1872). Главный труд — исследование «Život Řeků a Římanů» (1876), спустя два года переведённое на русский язык И. Я. Ростовцевым и выпущенное, как и чешский оригинал, в Праге под заглавием «Быт греков и римлян» за счёт средств автора и плохо продававшееся. Для написания этой работы он использовал некоторые материалы исследований своего школьного друга, филолога Йиндржиха Нидерле, скончавшегося в 1875 году, за что впоследствии был обвинён в плагиате и привлечён к суду. В 1877 году был оправдан, однако из-за этого процесса ему было отказано в праве занять профессорскую должность в университете. Перу Велишского принадлежат также многочисленные статьи и рецензии по античной тематике в крупнейших чешкоязычных научных периодических изданиях второй половины XIX века: в «ČČM» («Pompeje jindy a nyní», 1869; «Řím za Času císařův», 1870, 1871, 1873), «Osvěta» («Atheny», 1878; «Nejnovější objevy na pole archaeologie klassické», 1881), «Listy filologické a pedagogické» («Trója», 1874), а также в немецкоязычном издании «Zeitschrift für die österreichische Gymnasien».